# Michele Begot
Michele Begot Oliveira Biscaro (Belém, 4 de fevereiro de 1978), também conhecida como Michele Begot, é uma servidora pública e política brasileira, filiada no Partido Social Democrático (PSD). Foi primeira-dama e secretária de Assistência Social de Marituba. Elegeu-se como deputada estadual em 2018, chegando a ocupar interinamente a presidência da ALEPA, mas não obteve reeleição na eleição estadual de 2022.  

## Biografia
Nascida em Belém, de uma família com forte presença na política da Região Metropolitana de Belém, Michele Begot mudou para Ananindeua ainda quando criança e estudou pedagogia porém não concluiu o curso. 